# Astragalus schistocalyx
Astragalus schistocalyx är en ärtväxtart som beskrevs av Aleksandr Andrejevitj Bunge. Astragalus schistocalyx ingår i släktet vedlar, och familjen ärtväxter.

## Underarter
Arten delas in i följande underarter:
- A. s. schistocalyx
- A. s. sclerocladus